# Alexander William Williamson
Alexander William Williamson   (Londres, 1 de maig de 1824 - Hindhead, 6 de maig de 1904) fou un químic anglès d'ascendència escocesa. És conegut per la síntesi d'èters que desenvolupà i per l'estudi de la teoria dels tipus.

## Biografia
Williamson va néixer el 1824 a Wandsworth, Londres, el segon dels tres fills d'Alexander Williamson, empleat de la Companyia de les Índies Orientals i Antonia McAndrew Williamson, filla d'un prominent comerciant de Londres. Malgrat la malaltia física primerenca, la pèrdua de la vista en un ull i un braç esquerre en gran part inútil, Williamson va créixer en un entorn intel·lectual solidari i estimulant. Després d'una primera infància que va passar a Brighton i després a les escoles de Kensington, Williams es va inscriure a la Universitat de Heidelberg el 1841. Després de treballar amb Leopold Gmelin a Heidelberg, es va traslladar a la Universitat de Giessen per treballar amb Justus von Liebig, on va rebre el seu doctorat el 1845. Williamson després va passar tres anys a París estudiant matemàtiques superiors amb Auguste Comte.
El 1849, amb el suport de Thomas Graham, Williamson va ser nomenat professor de química analítica i pràctica al University College de Londres. Des de la dimissió de Graham el 1855 fins a la jubilació de Williamson el 1887, Williamson també va exercir la càtedra de química (teòrica) general.
Com a conseqüència d'aquest increment d'ingressos, va ser capaç de casar-se amb Emma Catherine Key, la tercera filla de Thomas Hewitt Key, el 1855. Van tenir dos fills: Oliver Key (mort el 1941) i Alice Maude. Alice Maud Williamson es va casar amb el físic Alfred Henry Fison (1857-1923). Williamson va morir el 6 de maig de 1904 a Hindhead, Surrey, Anglaterra, i va ser enterrat al cementiri de Brookwood a Surrey.

## Recerca sobre l'èter

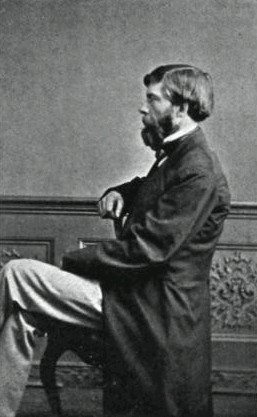
Alexander Williamson

A Williamson se li atribueix la seva investigació sobre la formació d'èters no simètrics mitjançant la interacció d'un alcòxid amb un haloalcà, conegut com a síntesi d'èter de Williamson. Va considerar l'èter i l'alcohol com a substàncies anàlogues i acumulades en el mateix tipus d'aigua, i a més va introduir el tipus d'aigua com una base àmpliament aplicable per a la classificació de compostos químics. El mètode per establir la constitució racional dels cossos en comparació amb l'aigua creia capaç d'una àmplia extensió, i aquest tipus, va pensar, seria suficient per a tots els compostos inorgànics, així com per als orgànics més coneguts, la fórmula de l'aigua, sent presos en certs casos com duplicats o triplicats
Fins al 1850 també va suggerir una visió que, de forma modificada, té una importància fonamental en la teoria moderna de la dissociació iònica, ja que, en un article sobre la teoria de la formació de l'èter, va instar a que, en un agregat de les molècules de qualsevol compost hi ha un intercanvi constant entre els elements que conté; per exemple, en l'àcid clorhídric, cada àtom d'hidrogen no queda quiet en juxtaposició amb l'àtom de clor que unia per primera vegada, sinó que canvia de lloc amb altres àtoms d'hidrogen. Una hipòtesi quelcom similar va ser presentada per Rudolf Clausius, gairebé al mateix temps.

## Williamson i els Cinc de Chōshū
El 1863 cinc estudiants del clan Chōshū van ser traslladats de contraban fora del Japó. Aleshores el Japó era encara una societat tancada, les lleis del shogunat de Tokugawa van fer que viatjar a un altre país fossin una ofensa capital. Després d'un ardu viatge fins a Londres, els estudiants van quedar sota la cura del professor Williamson. Ell i la seva esposa Catherine van donar la benvinguda al grup a casa seva, els van ensenyar anglès, els van introduir a la societat occidental i van organitzar-los per estudiar com a estudiants no matriculats a la University College de Londres. Ito Shunsuke (més tard Ito Hirobumi), Endō Kinsuke i Nomura Yakichi (més tard Inoue Masaru) van viure amb els Williamson a casa a Camden, mentre que Inoue Munta (més tard Inoue Kaoru), i Yamao Yōzō vivien adjacents a la universitat al carrer Gower.
Els Cinc de Chōshū, com es van conèixer més tard, van servir en el govern japonès i van fer importants contribucions científiques i socials a la modernització del Japó. Uns altres catorze estudiants internacionals japonesos, del clan Satsuma, més tard van treballar amb Williamson a partir de 1865

## Premis i distincions

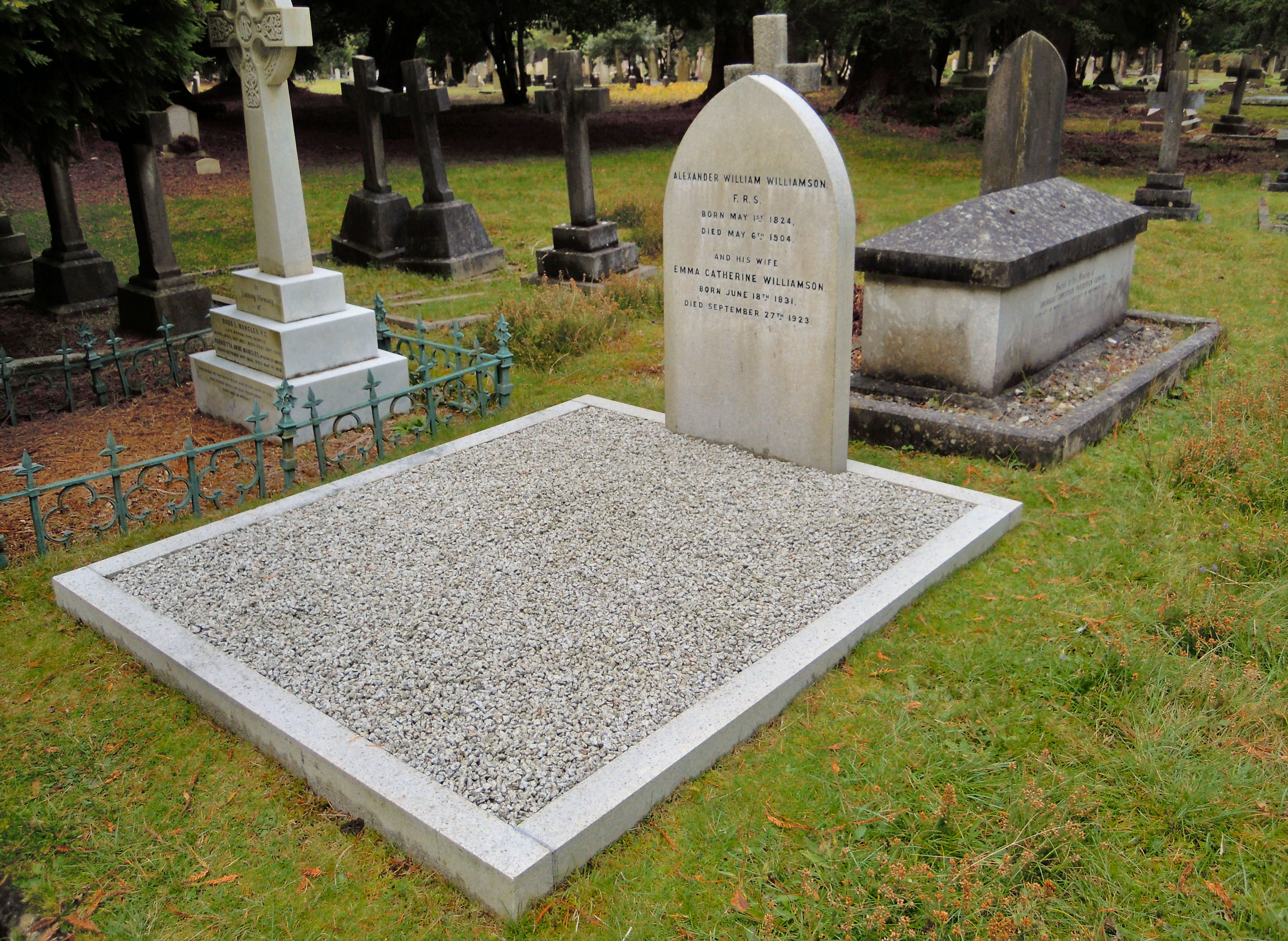
Tomba de Williamson al cementiri de Brookwood

Per la seva tasca sobre eterificació, Williamson va rebre una medalla reial de la Royal Society el 1862, de la qual es va convertir en becari el 1855 i va servir com a secretari estranger de 1873 a 1889. Va ser dues vegades president de la Chemical Society de Londres, de 1863 a 1865 i de 1869 a 1871.